# Шиизм в Узбекистане
Шииты в Узбекистане является меньшинством среди мусульман страны, большинство которых исповедуют ислам суннитского толка. В стране проживает несколько сотен тысяч шиитов, в основном в Бухарской и Самаркандской областях (по разным данным, 1 % или 0,03 %). Исповедуют джафаритский мазхаб. Среди шиитов выделяются две группы: ирони, живущие в основном в Бухаре и Самарканде, потомки иранцев, и азербайджанцы, приехавшие в Среднюю Азию в советское время.

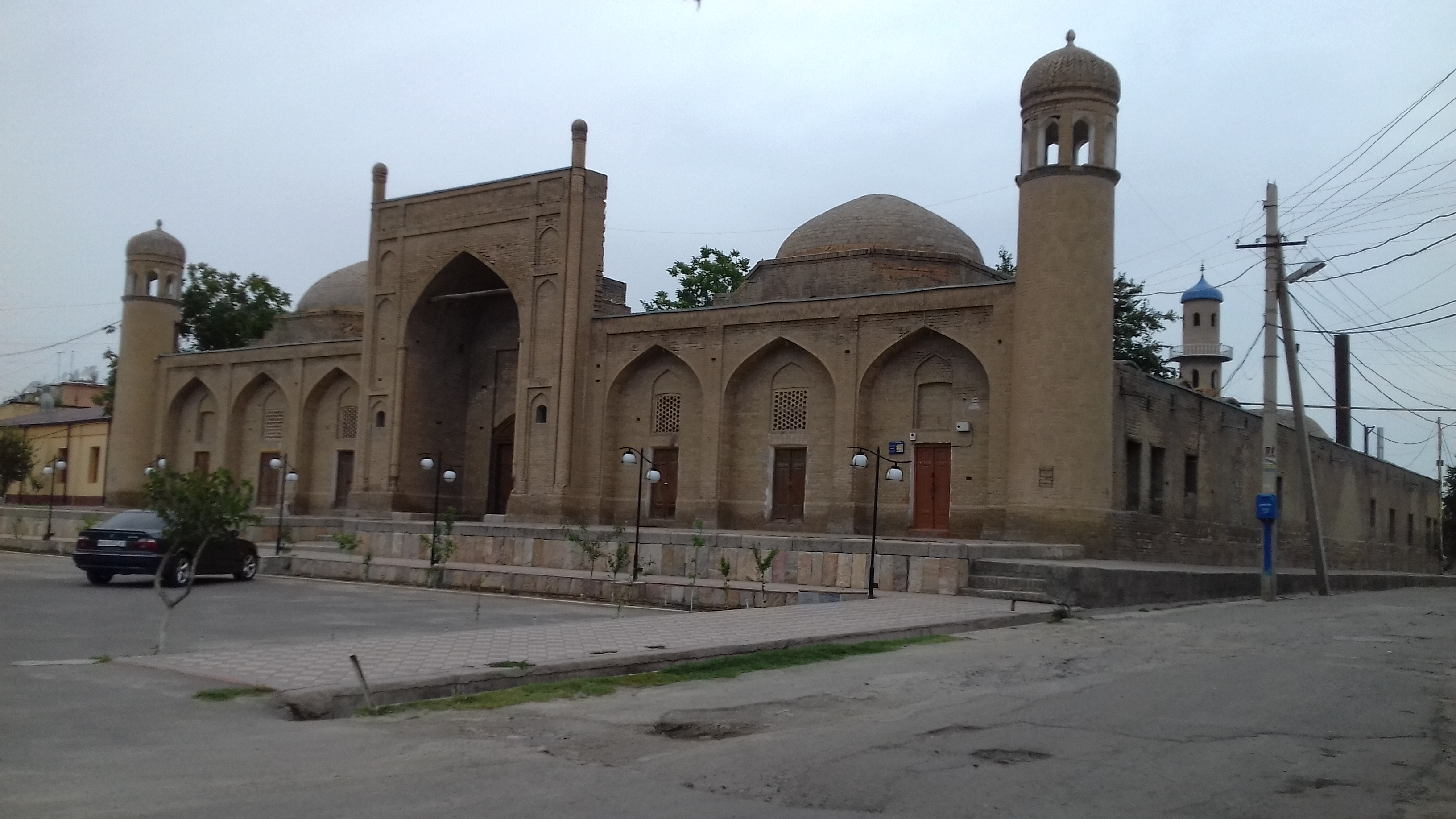
Вид на медресе Панджоб в сентябре 2018 года. На заднем плане виден минарет мечети Панджоб.

## История шиитской общины
Шиитская община в Узбекистане имеет многовековую историю, восходящую к периоду правления персидских династий и их влиянию на Центральную Азию. Основная часть шиитов в регионе — это персы, которые мигрировали на территорию Узбекистана в различные исторические периоды, особенно в XVI—XVII веках, когда в Иране и на сопредельных территориях происходили религиозные изменения.

## Современное положение
В Узбекистане шиитские мусульмане сосредоточены в основном в Бухаре и Самарканде. Шиитские общины сталкиваются с ограниченным количеством мест для проведения религиозных обрядов, так как в стране действуют только несколько официально зарегистрированных шиитских мечетей.

## Ограничение свободы вероисповедания
Хотя Узбекистан официально гарантирует свободу вероисповедания, шииты сталкиваются с трудностями в открытии новых мечетей. Властями ограничено количество шиитских культовых объектов, и в некоторых случаях строительство или восстановление мечетей сталкивается с административными препятствиями.

## Мечети
В Узбекистане действуют более двух тысяч мечетей, из них только 4 — шиитские — две в Бухарской области и две в Самарканде.
- Мечеть Зирабад в Каганском районе
- Панджоб в Самарканде
- Мечеть Ходжа Мир Али (Хусайнияхона) в Бухаре
- Ходжи Бахрома